# Vágur
Vágur (dánul: Våg) település Feröer Suðuroy nevű szigetén, a sziget legnépesebb városa. Közigazgatásilag  Vágur község székhelye.

## Földrajz
A település Suðuroy keleti partján, a Vágs-fjord végénél található, amely kedvező természetes kikötőhelyet biztosít. Terjeszkedésének köszönhetően a közeli Nest gyakorlatilag a városrészének tekintik. A város fölötti domboldalban található a Viðarlundin, egy 1956-ban beerdősített park, amely 3 hektáros területével Feröer egyik legnagyobb erdeje.

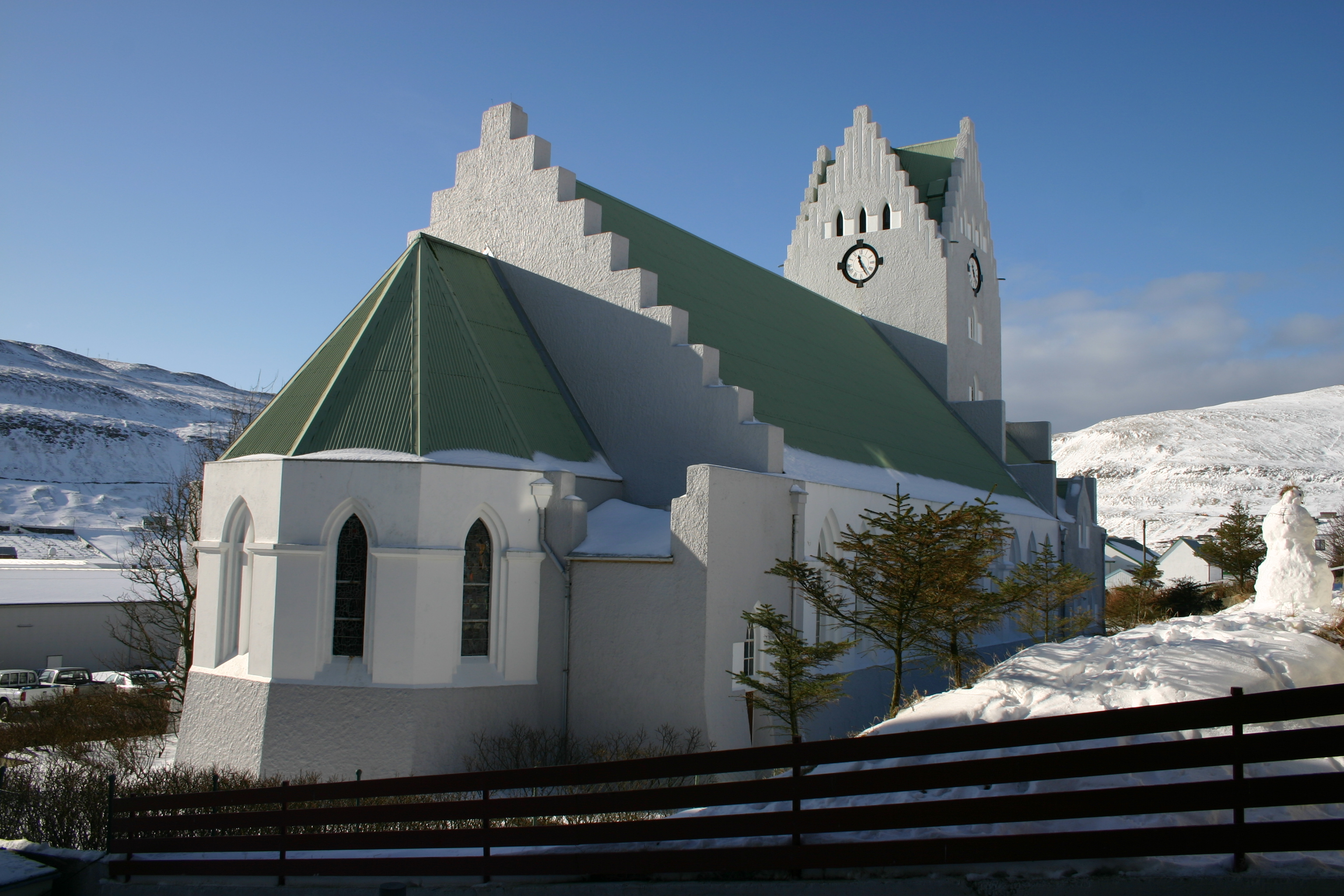
Vágur temploma

Margit királynő Vágurban 2005 júniusában

A fjord végétől csak egy 4-5 kilométer széles földnyelv, a Vágseiði választja el a nyugati partot. Ezen a sík területen egy kis tó található, illetve attól nyugatra épült fel a Vesturi á Eiðinum Stadion. A 20. század elején egy drótkötélpálya segítségével lehetett átvinni a csónakokat a nyugati partra, hogy ott is lehessen halászni.
A Vágseiðitől délre emelkedik ki a tengerből a 200 m magas Eggjarnar (más néven Skúvanes) hegyfok, ahol 1943-tól 1947-ig egy LORAN adóállomás működött. Tőle északra, a település nyugati oldalán emelkedik a 345 méter magas Gjógvaráfjall.

## Történelem
Vágur történelme a 14. századig nyúlik vissza. Első írásos említése az 1350-1400 között írt Kutyalevélben található.
Nólsoyar Páll, Feröer nemzeti hőse itt építette meg Royndin Fríða nevű hajóját 1804-ben; valójában egy régi brit hajót épített újjá. 1860-ban alapította meg társaságát Jacob Dahl, amely később az egyik legnagyobb vállalat lett a szigeteken.
Vágur első temploma egy monda szerint Norvégiából sodródott Feröerre, miután fogadalmi ajándékként tengerre bocsátották. Az 1862-ben épült templomot 1943-ban átvitték Hovba, ahol ma is áll. A mai, vasbetonból épült templom alapkövét 1927-ben rakták le, és 1939. február 19-én szentelték fel.
1967-ben több kisebb földrengés rázta meg a települést, ami ritkaságnak számít a szigeteken.

## Népesség
| Év              | Lakosság |
| --------------- | -------- |
| 1986. január 1. | 1727     |
| 1991. január 1. | 1661     |
| 1996. január 1. | 1409     |
| 2001. január 1. | 1374     |
| 2006. január 1. | 1399     |

## Gazdaság

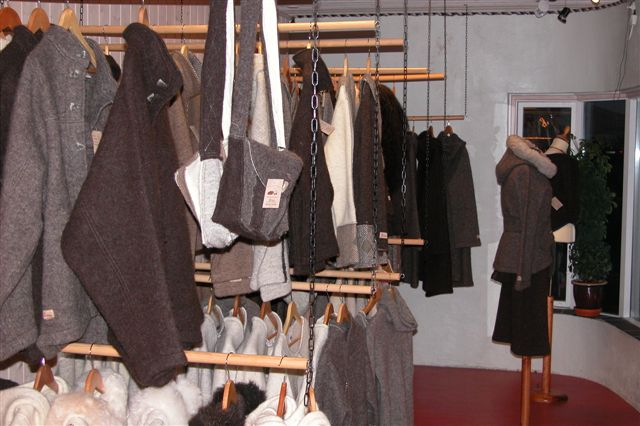
A Sirri gyapjúruha-üzlete

Vágurnak van egy sólyája, egy korszerű halászflottája és egy halfiléző üzeme.
Itt épült Feröer első vízerőműve, a Botnur 1920-ban, amely ma is működik; két turbinájának összkapacitása 3,00 MW. Egyik turbináját a Ryskivatn, másikat a Vatnsnesvatn vize táplálja. Ezen kívül egy nehéz fűtőolajjal hajtott erőmű is működik itt, a Vágsverkið, amelyet 1983-ban állítottak üzembe a fjord déli partján. Három motorja összesen 9,72 MW kapacitású.

## Közlekedés
A településről közúton dél felé Lopra és Sumba, északkelet felé Porkeri és Tvøroyri irányába van összeköttetés. Ezen az útvonalon közlekedik a 700-as busz is.
A településen található egy Effo (korábban Statoil) benzinkút.

## Kultúra
Minden páros évben itt rendezik meg a Jóansøka nevű fesztivált; a páratlan években Tvøroyri a házigazda. Ez a júniusban tartott sport-, kulturális és zenei fesztivál Suðuroy legfontosabb eseménye.

## Sport

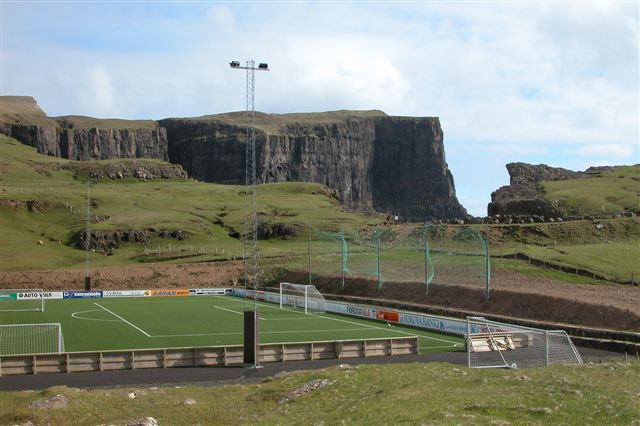
Vesturi á Eiðinum Stadion

A város sportkomplexuma a nyugati part közelében található Vesturi á Eiðinum Stadion. Labdarúgócsapata az FC Suðuroy.
Itt működik a Suðuroyar Svimjifelag, Feröer egyik úszóegyesülete. A 2015. október 17-én átadott Páls Høll vízisportközpontban található az ország egyetlen 50 m-es uszodája, valamint gyermekmedence, wellness- és fitnessközpont.

## Személyek
- Itt született Jákup Dahl (1878–1944), lelkész és bibliafordító
- Itt született, élt és halt meg Ruth Smith (1913–1958), festő és grafikus
- Itt született Marita Petersen (1940–2001), politikus és miniszterelnök
- Itt született Rúni Brattaberg(wd) (1966), operaénekes
- Itt született Pál Joensen (1990), úszó
- Itt született Bjørk Olsen (1991) feröeri újságíró és ifjúságpolitikus